# Szerző idézése (zoológia)
Az állatrendszertanban a szerző idézése azt jelenti, hogy arra a személyre vagy csoportra hivatkozunk, aki érvényes módon publikált egy tudományos nevet (leírt egy taxont), azaz eleget tett az International Code of Zoological Nomenclature (ICZN) által meghatározott formai követelményeknek.

## Csoportnevek
Az ICZN háromféle rendszertani nevet ismer el, a rendszertani szinttől függően:
- család-szintű nevek, ezek az öregcsalád, család, alcsalád, nemzetség (tribus), alnemzetség (subtribus) szintjén használatosak (tehát az öregcsaládtól lefelé, de a nem (genus) szintje fölött)
- nem-szintű nevek, ezek a nem (genus) és alnem (subgenus) szintjein alkalmazandók
- faj-szintű nevek, ezek a faj és az alfaj szintjein használatosak.

Mindhárom fajta név esetében, az összes szinthez ugyanazt a szerzőt kell rendelni. Így például az admirálislepkét a következő taxonokhoz rendelhetjük hozzá:
- család: Nymphalidae Swainson, 1827 
  - alcsalád: Nymphalinae Swainson, 1827
  - nemzetség (tribus): Nymphalini Swainson, 1827
- nem (genus): Vanessa Fabricius, 1807
- faj: Vanessa atalanta (Linnaeus, 1758)

A faj leírásánál látható, hogy a szerzőt zárójelek között tüntették fel. Ez annak a jele, hogy a specifikus név eredetileg más nembe tartozott; ebben az esetben Linné a fajt a következőképpen publikálta:
Papilio atalanta Linnaeus, 1758.

## Szerzőnevek
A szerző nevének megadásakor a teljes családnév megadandó, rövidítés (ahogy a növényeknél szokás), illetve az utónevek feltüntetése nélkül. Amennyiben a családnév több szerző esetében megegyezne, az utónév (vagy nevek) kezdőbetűjét is fel kell tüntetni. Ezt az első publikáció dátuma követi, a szerző nevét és a dátumot vesszővel elválasztva. Például:
- Balaena mysticetus Linnaeus, 1758

a grönlandi bálnát Carl von Linné írta le és nevezte el 1758-as Systema Naturae-jében.
- Anser albifrons (Scopoli, 1769)

a nagy lilik először Giovanni Antonio Scopoli által került leírásra, Branta albifrons Scopoli, 1769 néven. Később az Anser nembe helyezték át: az átmozgatást végző taxonómus neve nem kerül említésre (ez eltér az ICN szabályaitól).
A teljes idézésre csak a rendszertani munkákban van szükség. Az utóbbi faj teljes említése így történne:
Branta albifrons Scopoli, 1769, Annus I Hist.-Nat. 69.

## Fordítás
- Ez a szócikk részben vagy egészben az Author citation (zoology) című angol Wikipédia-szócikk ezen változatának fordításán alapul.  Az eredeti cikk szerkesztőit annak laptörténete sorolja fel. Ez a jelzés csupán a megfogalmazás eredetét és a szerzői jogokat jelzi, nem szolgál a cikkben szereplő információk forrásmegjelöléseként.